# Чистополянский (Иркутская область)
Чистополя́нский — посёлок в Нижнеилимском районе Иркутской области России. Входит в состав Видимского муниципального образования.

## География
Посёлок находится на расстоянии 66 км к юго-западу от города Железногорск-Илимский, административного центра района.

## Население
| 2002 | 2010 | 2011 | 2012 |
| ---- | ---- | ---- | ---- |
| 659  | ↘545 | ↘539 | ↗550 |

### Половой состав
По данным Всероссийской переписи, в 2010 году в посёлке проживало 545 человек (270 мужчин и 275 женщин).